# خطاي (خدا أفرين)
خطاي هي قرية في مقاطعة خدا أفرين، إيران. عدد سكان هذه القرية هو 180 في سنة 2006.